# صواب سياسي
الصواب السياسي(مرادفات) مصطلح يستخدم لوصف اللغة أو السياسات أو الإجراءات التي تهدف إلى تجنب الإساءة أو الحرمان لأفراد مجموعات معينة في المجتمع، منذ أواخر الثمانينيات من القرن العشرين، أصبح المصطلح يشير إلى نوع من التسميل لتجنب اللغة أو السلوك الذي يمكن عده استبعادًا أو تهميشًا أو إهانة لمجموعات من الأشخاص الذين يعتبرون محرومين أو مميِّزين ضدهم، خاصة المجموعات المميز ضدها حسب الجنس أو العرق. في الخطاب العام ووسائط الإعلام، يستخدم مصطلح الصواب السياسي عمومًا قوةً تحقيرية من شأن الأقليات العرقية والنوعية والسياسية، مما يعني أن هذه السياسات متطرفة.
وتستخدم في عدم الإشارة إلى جنس المخاطب حتى لا تتسبب في التمييز بين الجنسين، وعدم الإشارة إلى المرأة بلفظة السيدة أو الآنسة مساواة لها بالرجل الذي يشار إليه دائماً بالسيد بغض النظر عن حالته الاجتماعية، و«ذوو الاحتياجات الخاصة» بدل المعاقين و«المكفوفون» بدل العميان. كما تتجنب العبارات التي قد تعتبر مهينة لدى عرق معين سواء كانت شائعة في الحياة العامة أم لا.
مفهومه اليوم بات يختلف اختلافاً بيناً، إذ أصبح يشير إلى: أي عمل أو قول يصدران عن شخص يراعي فيهما مسايرة الرأي العام حول قضية من القضايا، والمقصود بالعبارة في الخطاب العام هو مراعاة جميع شرائح المجتمع، حتى إن تطلب هذا قول ما لا يعتقد به المرء، مثلاً في الترجمات العربية الحالية أصبحت تترجم كلمة "homosexual" بكلمة «مثلي» بدل كلمة «شاذ» عن الطبيعة.

## تاريخ المصطلح
كان معروفا لدى الأوائل؛ فقد كانوا، على سبيل المثال، يسمون الأعمى «أبو بصير». استخدمه في الأصل الشيوعيون الرواد أو الحرس القديم بمعنى الالتزام أو التقيد بالخط السياسي للحزب في ثقافة المرء وسلوكه ولغته. إلا أن نشطاء حقوقيين وكتاباً في السبعينات من القرن الماضي أخذوا باستخدام هذا المصطلح على نحو تهكمي للسخرية من الالتزام العقائدي الدوغماتي لليساريين بالمسلك واللغة «التقدميين». ثم انهال عليه المحافظون الجدد في الثمانينات في معرض انتقادهم لمناهج التعليم المغرقة في التعددية الثقافية في الجامعات الأمريكية.
وقد كان هذا المصطلح وما ينطوي عليه من فكر ومواقف مصدر إلهام للكوميديين والساخرين والكتاب والمفكرين وغيرهم وصار يتسع في مفهومه.
مدلوله اليوم، في الإنجليزية والفرنسية وغيرهما من اللغات الغربية، بات يختلف اختلافاً بيناً، إذ أصبح يشير إلى: أي عمل أو قول يصدران عن شخص يراعي فيهما مسايرة الرأي العام حول قضية من القضايا، وتكون تلك المسايرة مقصودةً لذاتها ولأهداف لا علاقة لها في الحقيقة بتلك القضية. مثالاً لذلك: سياسي علماني يدرك أهمية الدين في مجتمعه، فلكي لا يصدم الحساسية الدينية لمواطنيه ويفقد بالتالي تعاطفهم لحزبه، فإنه يعتني عناية فائقة باختيار كلماته وعباراته، بحيث يقول أشياء يدغدغ بها المشاعر الدينية ويظهر بها حرصه على الدين وما شابه ذلك. فسلوك هذا السياسي ليس من اللباقة أو الحصافة في شيء، طالما أن اللباقة والحصافة من الصفات الإيجابية؛ أما المصطلح الذي نحن بصدده فهو بعيد كل البعد عن الإيجابية، بل ينزل منزلة صفات مثل: نفاق، ديماغوجية، صيد في المياه العكرة، وصولية، إلخ...
وظهرت العديد من العبارات البديلة التي تنضوي تحت التهكم والجدل، كأن يقال فلان «يعاني من مصاعب في الجاذبية» [gravitationally challenged] في تعبير بديل عن «سمين» – حفاظاً على مشاعر السمينين.

### اختلاف مفهوم الصواب السياسي
بعض المترجمين يقول أن الأمر لا يتعلق بالسياسة (ولو في معناها العام وتداعياتها وجلياتها المختلفة). فهذه العبارة تصب في جوهر ما هو سياسي سيما وأنها نُحتت في الولايات المتحدة ولها جذور تاريخية هناك خاصة فيما يرتبط بالأمريكيين الأصليين ومن أصل أفريقي بعد ما طالهم من حيف منذ استقلال هذا البلد.
وإذا اتفقنا على أن السياسة هي تلك العملية التي تنظم طريقة اتخاذ المجتمع لقراراته ووضع قواعد وضوابط لسلوك الأفراد والمؤسسات والتنافس على مراكز السلطة والقيادة والعمل في الوقت نفسه على التخفيف إلى أقصى حد ممكن من حدة النزاعات وما ينتج عنها من عدم استقرار.
المتعارف عليه بين منظري الفكر السياسي وهو من البديهيات أن أي قرار نتخذه في حياتنا اليومية هو قرار سياسي لأن له ضوابط وتبعات. فشراء سلعة معينة موقف سياسي، والانتماء إلى جمعية معينة قرار سياسي، والكياسة واللباقة والتلطف وعدم جرح شعور الآخر كلها قرارات سياسية. وعليه فإن عبارة الصواب السياسي تصب في قلب العمل السياسي والسلوك السياسي.
أما قاموس أمريكان هيريتدج (2005)، فيعرف العبارة أنها:
 كما يعطي القاموس تعريفا للمصطلح للإشارة إلى الشخص الذي يبالغ في الالتزام بهذا التغيير ويصب كل طاقاته عليه دون غيره من الأمور الهامة الأخرى.
ويعرف قاموس لوغران روبير (2006) هذه العبارة أنها:

## الانتقادات
أثيرت العديد من النقاشات حول الصواب السياسي بكثرة لدرجة أنها تستخدم المصطلح وتقبل وجوده كقوة كبيرة، وهي تكاد تكون انتقادية دائما.

### عام
نددت الفيلسوفة البنيوية جوليا كريستيفا بالصواب السياسي، ولعبت كريستيفا دورا أساسيا في وضع الأساس الفلسفي حول فكرة الصواب السياسي في أمريكا، حيث ذكرت في عام 2001 في صحيفة نيو يورك تايمز تنديدها بالصواب السياسي وقالت أن أعمالها تعرضت للتشويه من الأميركيين. ووصفت سياسات الهوية والصواب السياسي بصفة عامة بأنها شمولية.
في كتاب إلغاء بريطانيا، يقول بيتر هيتشينز: «ما يصفه الأميركيون ببساطة» صواب سياسي«هو نظام فكري أكثر تعصبا يهدف للسيطرة على الجزر البريطانية منذ عهد الإصلاح».
وقالت الأكاديمية كاميل باليا أن الصواب السياسي هو أداة سهلة في يد الأعداء من اليسار، وينفّر الجماهير ضد الحركة النسوية.

### استبعاد فئات معينة
يشير مقال بقلم لاري إلدر في مجلة FrontPage عن حادثة في برنامج بيل مار حيث استخدم مصطلح "الحثالة البيضاء"، في إشارة إلى ضيوف برنامج جيري سبرينغر وسأل 'لماذا يجوز قول كلمة "الحثالة البيضاء؟" ". تعليقا على هذا، ونقلا عن مثيل لهذا المصطلح في مجلة لامعة، سأل المدون إد دريسكول "لماذا نقبل تعريف "الحثالة البيضاء" في أمريكا الصائبة سياسيا؟".

### الماركسية الثقافية
يربط أستاذ جامعة بنسلفانيا ألان تشارلز كورز والمحامي هارفي سيلفرغيت الصواب السياسي بالفيلسوف الماركسي هربرت ماركوزه. ويزعمون أن الأفكار الليبرالية عن حرية التعبير هي قمعية، بحجة أن هذا «المنطق الماركوزي» هو قاعدة حول رموز الكلام في الجامعات الأمريكية، والتي يراها البعض على أنها نوع من الرقابة. أنشأ كورز وسيلفرغيت لاحقا مؤسسة حقوق الفرد في التعليم، والتي تقود حملات ضد رموز الكلام الصائبة سياسيا.
يزعم بعض النقاد المحافظين أن الصواب السياسي هو تقويض ماركسي للقيم الغربية. يصف وليام ليند وباتريك بيوكانان الصواب السياسي كتقنية نشأت من مدرسة فرانكفورت، من خلال ما يصفه بيوكانان بأنه «ماركسية ثقافية». يقول بيوكانان، في كتابه «وفاة الغرب»: «الصواب السياسي هو ثقافة ماركسية، وهو نظام لمعاقبة المعارضة ولمحاربة البدع الاجتماعية كما حاربت محاكم التفتيش البدع الدينية. وعلامتها هي التعصب».

### التعليم العالي
ينتقد المحافظون ذوو التعليم العالي في الولايات المتحدة أن الآراء السياسية للجامعات هي أكثر تحررا من عامة الناس الذين يؤثرون في الجو السائد للصواب السياسي.

## مرادفات
مرادفات: المداراة السياسية أو اللياقة السياسية أو الكياسة السياسية أو اللباقة السياسية (بالإنجليزية: Political correctness) (بالفرنسية: Politiquement correct)

## وصلات خارجية
- جمعية الترجمة العربية وحوار الثقافات (عتيدة)
- اللياقة الأدبية مقال بقلم الدكتور محمد يحي. وكالة الأخبار الإسلامية- نبأ